# Elke Rieckhoff
Elke Rieckhoff (* 1941 in Berlin; † 21. April 2006 ebenda) war eine deutsche Schauspielerin, Balletttänzerin, Choreografin und Sängerin.

## Leben
Elke Rieckhoff wurde 1941 als Tochter eines Mediziners in Berlin-Pankow geboren. Nach einer Ausbildung am Klavier und an der Geige erhielt sie Ballettunterricht in der privaten Tanzschule von Hilde Voigt am Berliner Olivaer Platz, legte im Theater des Westens ihre Prüfung ab und bewarb sich an der Staatsoper Unter den Linden, deren Aufnahmekommission sie erst einmal in die Provinz schicken wollte, da sie zu jung und zu groß war. Auf Anraten ihrer Lehrerin versuchte sie es beim Friedrichstadt-Palast, wo sie 1959 im Alter von 17 Jahren angenommen wurde. Dann folgte 1961 der Bau der Berliner Mauer und da über die Hälfte der dort beschäftigten Tänzer in West-Berlin zu Hause waren, die nun nicht mehr in Ost-Berlin arbeiten wollten, erfolgte jetzt ein schneller Aufstieg in ihrer Karriere. Im Novemberprogramm 1961 des Friedrichstadtpalastes wird Elke Rieckhoff das erste Mal in einer Zeitung als Solointerpretin erwähnt. Bereits 1963 wurde sie zur Primaballerina befördert. Unter dem Vorwand ihre 1970 geborene Tochter für die Zeit einer fünfwöchigen Tournee des Friedrichstadt-Palastes durch Polen bei ihren Eltern in Köln unterbringen zu wollen, reiste sie 1973 in die Bundesrepublik und kehrte nicht mehr in die DDR zurück.
Im Düsseldorfer Schauspielhaus erhielt sie ihr erstes Engagement im Westen. Die nächste Station war das Lido in Paris, das sie aber bereits nach etwa einem dreiviertel Jahr wieder verließ. Es folgten Jahre, in denen sie sich mehr ihrer Tochter widmete. Um Geld zu verdienen, arbeitete sie beim Fernsehballett und als Mannequin, begleitete Peter Alexander und Peter Kraus bei ihren Tourneen als Tänzerin und machte sogar Waschmittelwerbung. Inzwischen lebte Elke Rieckhoff in München und nahm nebenbei Schauspiel- und Gesangsunterricht. Nach dem Fall der Mauer zog sie wieder nach Berlin. In den Moabiter Kammerspielen hatte sie hier wieder ihre ersten Auftritte, denen zahlreiche im Theater des Westens folgten. Am 22. November 2005 kehrte sie im Alter von 64 Jahren mit der Premiere der Weihnachtsrevue Ein Wintermärchen im Weihnachtswunderland an den Friedrichstadt-Palast, 1959 der Ursprungsort ihrer Karriere, zurück. Obwohl bereits schwer an Krebs erkrankt, hielt sie bis zur letzten Vorstellung durch und kam danach nie wieder auf eine Bühne zurück.
Elke Rieckhoff verstarb am 21. April 2006 in ihrer Geburtsstadt Berlin an einem Krebsleiden. In erster Ehe war sie mit dem Schauspieler Heinz-Dieter Knaup verheiratet. In zweiter Ehe heiratete sie 1969 den Sänger und Gitarristen Jirka Wartenberg, der ihren Nachnamen annahm und von dem sie 1970 eine gemeinsame Tochter bekam. Auch diese Ehe wurde geschieden.

## Filmografie
- 1964: Pension Boulanka
- 1965: Chronik eines Mordes
- 1965: Die antike Münze
- 1965: … nichts als Sünde
- 1967: Hochzeitsnacht im Regen
- 1977: Musik ist Trumpf (Musikrevue, 1 Folge)
- 1990: Aktenzeichen XY … ungelöst (Fernsehserie, 1 Episode)
- 1990: Heidi und Erni (Fernsehserie, 1 Episode)
- 1990: Rosamunde
- 1991: Ehen vor Gericht (Fernsehserie, 1 Episode)
- 1991: Insel der Träume (Fernsehserie, 1 Episode)
- 1993: Tatort: Tod einer alten Frau (Fernsehreihe)

## Theater
- 1991: Luther Davis/Robert Wright/George Forrest: Grand Hotel (Elizaveta Grusinskaja) – Regie: Tommy Tune (Theater des Westens Berlin)
- 1991: James Goldman/Stephen Sondheim: Follies – Regie: Helmut Baumann/Jürg Burth (Theater des Westens Berlin)
- 1992: Jürg Burth: Bombenstimmung – eine UFA Revue (Femme fatale) – Regie: Jürg Burth (Theater des Westens Berlin)
- 1994: Jürg Burth/Ulf Dietrich: Blue Jeans – Regie: Jürg Burth (Theater des Westens Berlin)